# الدوري التركي لكرة السلة 2017–18
الدوري التركي لكرة السلة 2017–18 (بالتركية: 2017-18 Basketbol Süper Ligi)‏ هو موسم من الدوري التركي لكرة السلة. أشرف على تنظيمه الدوري التركي لكرة السلة، وفاز فيه فنربخشة لكرة السلة.